# Mysidopsis coelhoi
Mysidopsis coelhoi är en kräftdjursart som beskrevs av Mihai Bacescu 1968. Mysidopsis coelhoi ingår i släktet Mysidopsis och familjen Mysidae. Inga underarter finns listade i Catalogue of Life.